# Earl of Buckinghamshire

Wappen des Earl of Buckinghamshire

Earl of Buckinghamshire ist ein erblicher britischer Adelstitel in der Peerage of Great Britain.

## Verleihung und nachgeordnete Titel
Der Titel wurde am 5. September 1746 an John Hobart, 1. Baron Hobart, verliehen. Am 28. Mai 1728 war er bereits, ebenfalls in der Peerage of Great Britain, zum Baron Hobart, of Blickling in the County of Norfolk, erhoben worden. 1698 hatte er zudem den Titel 5. Baronet, of Intwood in the County of Norfolk, geerbt, der 1611 in the Baronetage of England geschaffen worden war.
Am 30. November 1798 wurde Robert Hobart, der älteste Sohn des 3. Earls, durch Writ of Acceleration ins Parlament berufen. Er erbte dadurch vorzeitig den väterlichen Titel Baron Hobart. Beim Tod seines Vaters am 14. Oktober 1804 beerbte er diesen auch als 4. Earl.
Heutiger Titelinhaber ist sein Nachfahre George Hobart-Hampden als 10. Earl.

## Liste der Earls of Buckinghamshire (1746)
- John Hobart, 1. Earl of Buckinghamshire (1695–1756)
- John Hobart, 2. Earl of Buckinghamshire (1723–1793)
- George Hobart, 3. Earl of Buckinghamshire (1731–1804)
- Robert Hobart, 4. Earl of Buckinghamshire (1760–1816)
- George Hampden, 5. Earl of Buckinghamshire (1789–1849)
- Augustus Hobart-Hampden, 6. Earl of Buckinghamshire (1793–1885)
- Sidney Hobart-Hampden-Mercer-Henderson, 7. Earl of Buckinghamshire (1860–1930)
- John Mercer-Henderson, 8. Earl of Buckinghamshire (1906–1963)
- Vere Hobart-Hampden, 9. Earl of Buckinghamshire (1901–1983)
- George Hobart-Hampden, 10. Earl of Buckinghamshire (* 1944)

Mutmaßlicher Titelerbe (Heir Presumptive) ist der entfernte Verwandte des aktuellen Titelinhabers Sir John Vere Hobart, 4. Baronet (* 1945).